# Pozwolenie na kierowanie tramwajem

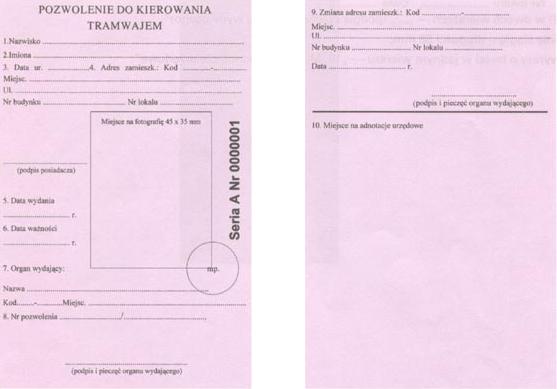
Wzór pozwolenia do kierowania tramwajem (sprzed 2013)

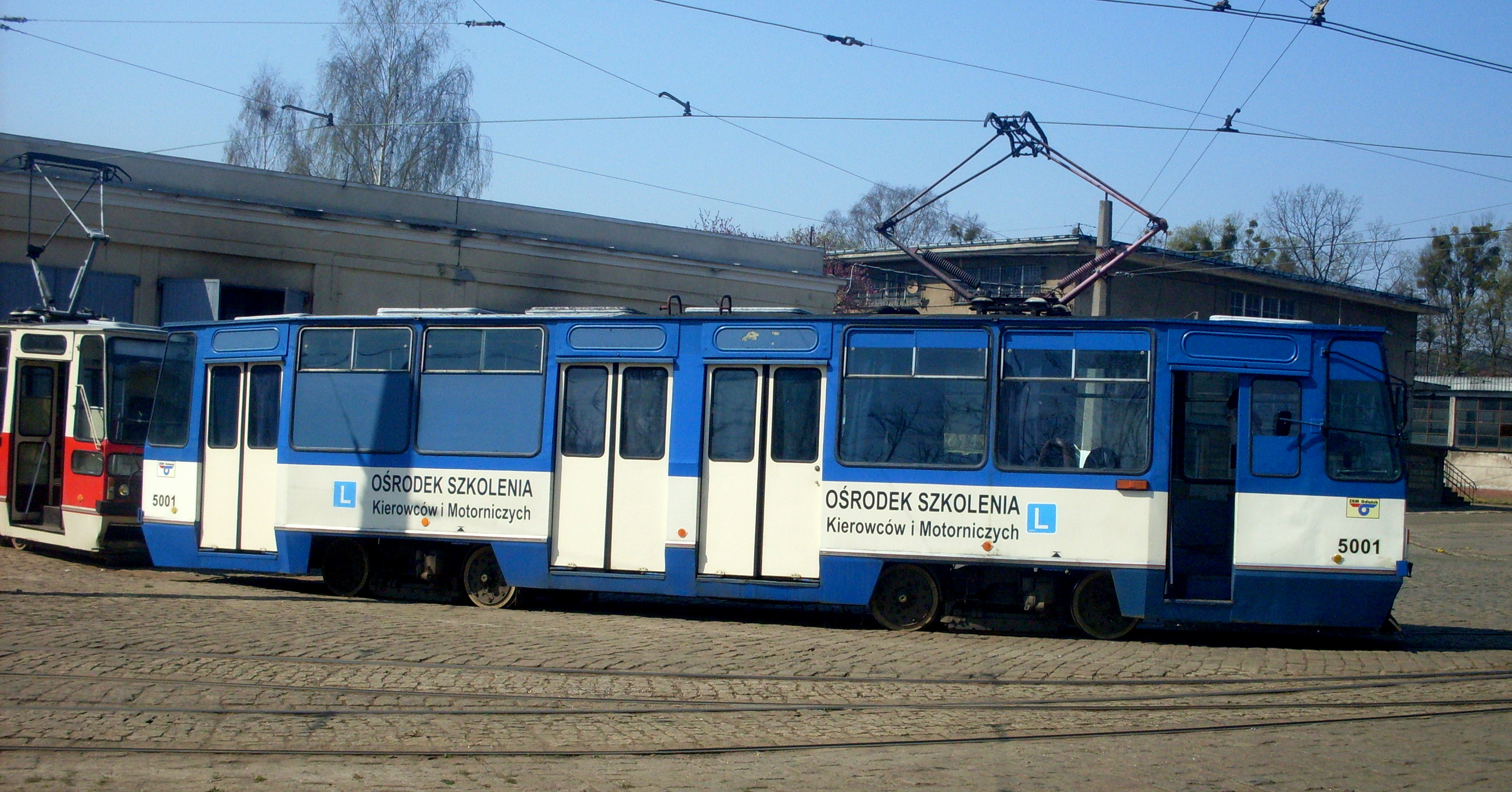
Tramwaj do nauki jazdy, zajezdnia w Gdańsku

Pozwolenie na kierowanie tramwajem – zgodnie z Ustawą o kierujących pojazdami jedyny dokument stwierdzający uprawnienie do kierowania tramwajem. Dokument ten uprawnia do kierowania każdym modelem tramwaju na terenie Polski.

## Warunki uzyskania pozwolenia[1]
Zgodnie z Ustawą o kierujących pojazdami, pozwolenie na kierowanie tramwajem może uzyskać wyłącznie osoba, która:
- ukończyła 21 lat (szkolenie można rozpocząć 3 miesiące przed uzyskaniem minimalnego wieku),
- przedstawiła orzeczenia: lekarskie oraz psychologiczne o braku przeciwwskazań lekarskich i psychologicznych do kierowania tramwajem,
- odbyła wymagane szkolenie.
- zdała z wynikiem pozytywnym egzamin państwowy.

Pozwolenie na kierowanie tramwajem – dokładnie tak samo jak prawo jazdy – nie może być wydane m.in. osobie:
- u której w wyniku badania lekarskiego stwierdzono aktywną formę uzależnienia od alkoholu etylowego lub środka działającego podobnie do alkoholu,
- w stosunku do której orzeczony został – prawomocnym wyrokiem sądu – zakaz prowadzenia pojazdów mechanicznych – w okresie obowiązywania tego zakazu
- w stosunku, do której wydano decyzję o cofnięciu uprawnienia do kierowania pojazdami lub zatrzymaniu pozwolenia, w okresie i zakresie obowiązywania tej decyzji.

## Szkolenie i egzaminowanie

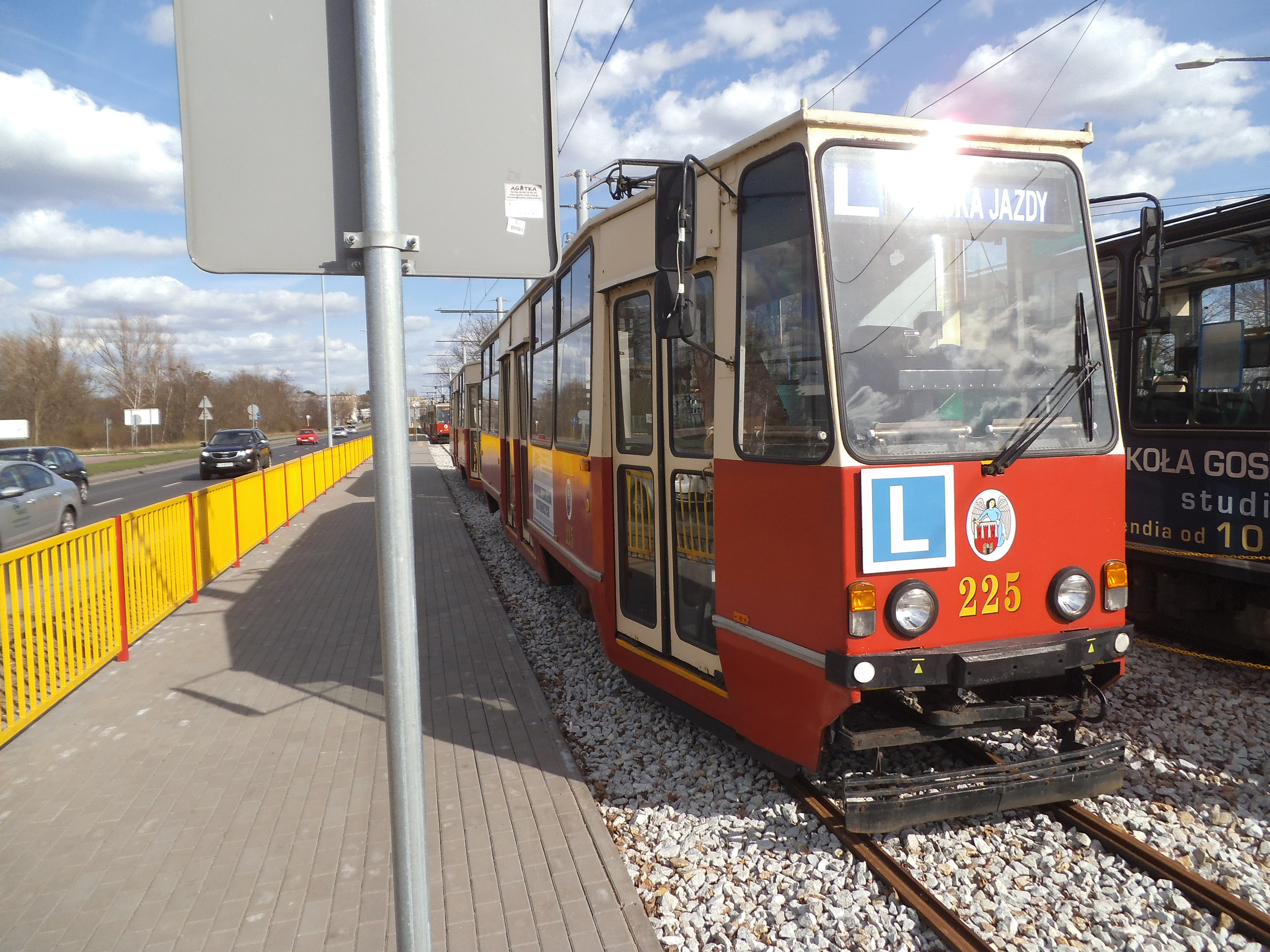
Tabor Ośrodka Kształcenia Motorniczych w Toruniu

## Szkolenie i egzaminowanie[2]

### Szkolenie

#### Podmioty przeprowadzające szkolenia
W większości polskich miast podmioty, prowadzące kursy w zakresie pozwolenia na kierowanie tramwajem, wchodzą w skład przedsiębiorstw komunikacyjnych. 

#### Przebieg szkolenia
Kurs na pozwolenie na kierowanie tramwajem składa się z co najmniej 30-godzinnej części teoretycznej i co najmniej 30-godzinnej części praktycznej. Obie części szkolenia kończą się egzaminem wewnętrznym.

### Egzamin
Państwowy egzamin na pozwolenie na kierowanie tramwajem przeprowadzany jest przez wojewódzkie ośrodki ruchu drogowego w miastach posiadających sieci tramwajowe. Składa się on z części teoretycznej i części praktycznej. Warunkiem dopuszczenia do części praktycznej jest pozytywny wynik egzaminu teoretycznego.
- Część teoretyczna egzaminu to pytania dotyczące między innymi przepisów ruchu drogowego, budowy tramwaju i udzielania pierwszej pomocy ofiarom wypadków drogowych. Pytanie zawiera jedną prawidłową odpowiedź. Nie ma możliwości cofania się do poprzednich pytań, nie ma też możliwości sprawdzania ani poprawiania udzielonych odpowiedzi. Udzielenie odpowiedzi na zadane pytanie polega na wyborze z dwóch zaproponowanych odpowiedzi oznaczonych wyrazami „TAK” lub „NIE” jednej odpowiedzi – dotyczy pytań z bazy wiedzy podstawowej. Na przeczytanie pytania osoba egzaminowana ma 20 sekund, po czym na udzielenie odpowiedzi 15 sekund oraz na wyborze z trzech zaproponowanych odpowiedzi oznaczonych literami A, B lub C jednej odpowiedzi - dotyczy pytań z bazy wiedzy specjalistycznej. Na przeczytanie i udzielenie odpowiedzi osoba egzaminowana ma 50 sekund.

Suma punktów możliwych do uzyskania z części teoretycznej egzaminu państwowego wynosi 74. Osoba egzaminowana uzyskuje wynik pozytywny z części teoretycznej egzaminu w przypadku uzyskania co najmniej 68 punktów. Egzamin teoretyczny trwa 25 minut.
- Część praktyczna egzaminu sprawdza umiejętności kandydata, jakie zdobył podczas części praktycznej szkolenia. Są to:
  - przygotowanie do jazdy i ruszanie z miejsca,
  - jazda do przodu i tyłu po prostej i łuku,
  - dojazd do zwrotnicy i ustawienie jej na pożądany kierunek oraz przejazd,
  - dojazd do stojącego wagonu i ich połączenie mechaniczne oraz elektryczne,
  - przejazd wagonem wieloczłonowym lub składem co najmniej 2-wagonowym,
  - jazda awaryjna jednym wagonem lub przy wykorzystaniu jednej z grup silników,
  - przejazd przez myjnię wagonów,
  - wjazd na stanowisko postojowe.